# 斯洛伐克共和国文化部

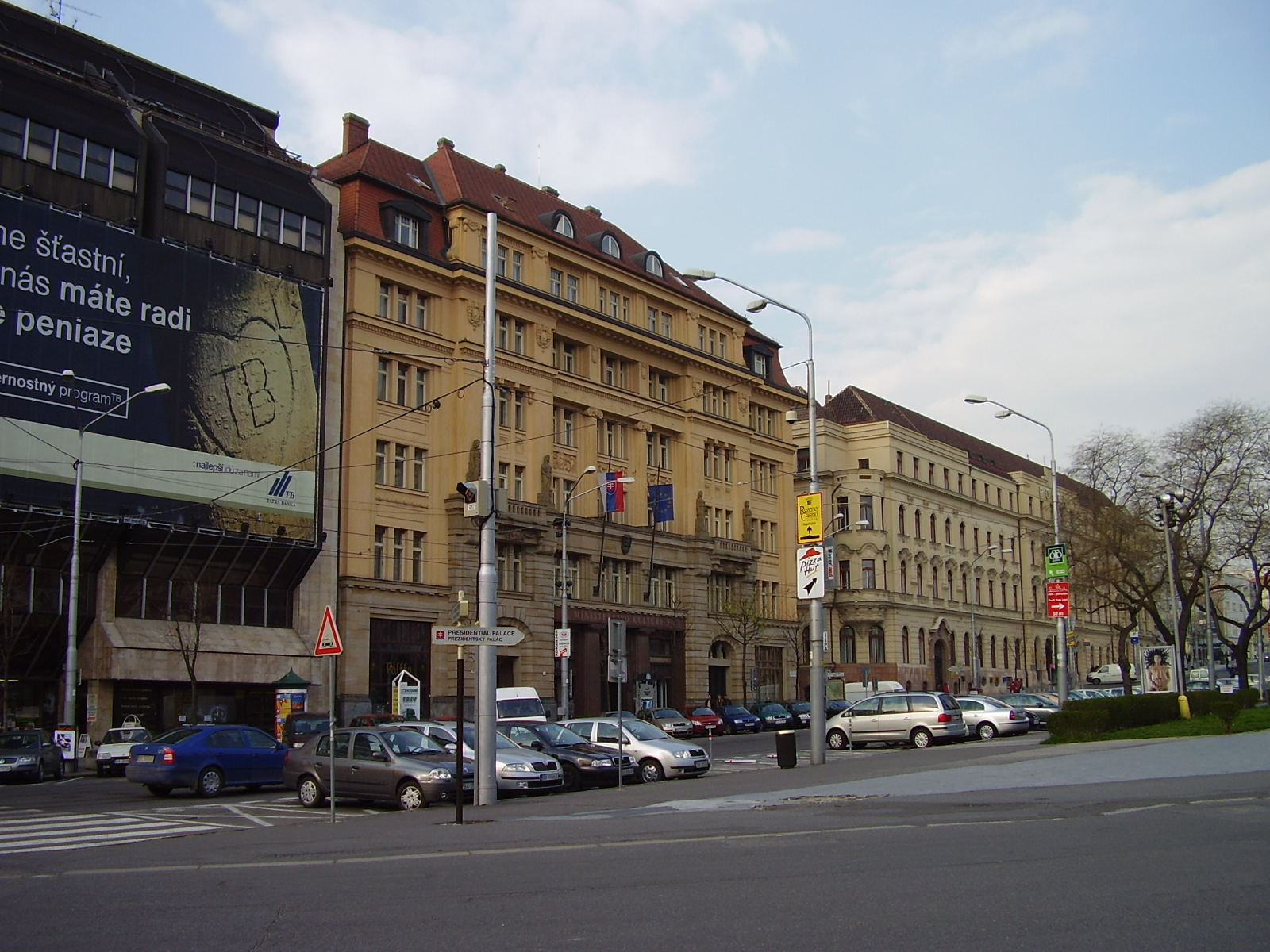
斯洛伐克共和国文化部銀行宮

斯洛伐克共和国文化部 ，斯洛伐克政府部门之一，办公地位于首都布拉迪斯拉发。现任文化部长為娜塔莉亞·米蘭諾娃，2020年3月21日上任。